# Kent Johansson (politico)
Kent Johansson (Händene, 27 dicembre 1951) è un politico svedese, europarlamentare per il Partito di Centro.

## Biografia
Esponente del Partito di Centro, dall'ottobre 2011 è diventato europarlamentare, subentando al posto di Lena Ek, dimessasi perché nominata Ministra dell'Ambiente nel Governo Reinfeldt.